# Skagboys
Skagboys é um romance de 2012 do escritor escocês Irvine Welsh. É uma pré-sequência do romance Trainspotting (1993) e sequência de Porno (2002). O livro conta os estágios iniciais da vida dos personagens Renton e Sick Boy, quando eles se tornaram viciados em heroína.

## Contexto
Quando Welsh descreveu o romance, ele disse: "Acho que vou chamá-lo de Skag Boys: 'skag' é minha palavra favorita para heroína. O livro se inicia antes dos personagens se tornarem viciados em heroína e investiga como os personagens principais se tornaram viciados, a dinâmica de suas família, as ansiedades dos jovens. Muitos dos personagens marginais se tornam, neste livro, mais proeminentes".
"Eu tinha muito material que, por várias razões, principalmente o ritmo e porque não se encaixava no prazo, ou não era adequado para o livro. Há uma passagem específica sobre a primeira visita de Renton e Sick Boy a Londres para ficar com seu amigo Nicksy em Hackney que eu sempre quis publicar, mas era um pouco longo demais para revistas e antologias. Então, retirei alguns dos outros materiais não utilizados do Trainspotting e os coloquei ao lado deste livro. A coisa é basicamente um pré-sequência para Trainspotting . É basicamente sobre como Renton e Sick Boy deixaram de ser rapazes idiotas, apenas com pouco interesse em drogas, e se transformaram em viciados. Mostra como suas atitudes e comportamentos começam a mudar à medida que se tornam mais definidos pela droga e pela cultura à sua volta".
Em 2012, Welsh disse que a pré-sequencia foi inicialmente escrita como parte do Trainspotting, mas não foi usada na versão publicada. Mais tarde, ele decidiu que iria apagar seu trabalho ou usá-lo de alguma forma, pois "ele temia poder cair embaixo de um ônibus e deixar para trás 'coisas meio escritas' que as pessoas publicariam". Ele disse: "Acabei de ler e comecei a escrever com base no que estava lá, me inspirando no que estava lendo e cortando e inserindo pedaços. Antes que eu percebesse, eu tinha outro romance em minhas mãos".

## Reações
Sam Leith, do Financial Times, argumenta: "O vício em heroína existe não como uma metáfora, mas como uma espécie de paradigma: um thatcherismo moralmente invertido. O viciado é o individualista supremo."
A Revista 3:AM comentou: "Sabia-se que havia mais material sobre Trainspotting do que o que foi incluído no rascunho final, mas isso é verdade para a maioria dos romances. Então, você antecipa uma série de ataques e erros de gravação. O que você recebe é algo bem diferente. O prequel tem todos os cenários maravilhosos, os esquemas, histórias, golpes e sonhos e a mesma profusão louca de narradores que caracteriza tudo o que o Welsh escreveu. Mas é longo, estranho, cheio de descrição exuberante que dá a tudo uma qualidade aterrorizante e melancólica".